# Президентская кампания Шарля де Голля (1965)
Президентская кампания Шарля де Голля на выборах 1965 года началась лишь за месяц до выборов и без масштабной агитации — кандидат считал, что французы проголосуют за его заслуги перед страной, и заявлял о тяжёлых последствиях для Франции в случае его поражения. Когда де Голлю не удалось победить в первом туре, он изменил риторику и говорил больше о благосостоянии французов, а не влиянии страны на мир. Кандидат победил во втором туре, получив 55,2 % (13 083 699) голосов.

## Первый президентский срок
К началу избирательной кампании Шарль де Голль — военный, политик и основатель Пятой республики — занимал пост президента Франции. Де Голль возглавил государство в декабре 1958 года — политика избрала коллегия выборщиков. Косвенные выборы проходили согласно новой Конституции, написанной под руководством де Голля и одобренной на референдуме в сентябре 1958 года. Основной закон наделил президента широкими властными полномочиями.
Характерной чертой первого президентского срока де Голля были поездки по департаментам. Сторонник сильной президентской власти, политик встречался с населением и стремился заручиться прямой поддержкой избирателей, чтобы уменьшить влияние партий. В 1962 году де Голль провёл референдум об избрании президента всеобщим голосованием. Участники поддержали предложенную политиком конституционную поправку. В том же году по итогам парламентских выборов партия сторонников президента Союз за новую республику сформировала большинство в Национальном собрании.
«Франция нуждается в монархии, но не в наследственной, исходящей из божественного права, а в монархии избирательной. Я выполняю функции монарха во имя Франции»
Де Голль стремился вернуть Франции мировое влияние и активно занимался внешней политикой: заключил договор о сотрудничестве с ФРГ, признал Китайскую Народную Республику, критиковал Вьетнамскую войну США. В 1960 году страна разработала собственное атомное оружие.
В начале 60-х годов африканские колонии Франции провозгласили независимость, однако де Голль через систему неформальных связей сохранил влияние уже бывшей метрополии на континенте. В 1962 году президент, учитывая результаты референдума о судьбе Алжира, завершил Алжирскую войну — Франция и повстанцы заключили Эвианские соглашения. На последующих референдумах французы одобрили условия соглашения, а жители Алжира решили жить в независимом государстве.
Во время президентства де Голля развивалась наука, росли промышленные отрасли, сельское хозяйство и объёмы внешней торговли. Благодаря экономическим успехам и достижениям медицины увеличивалась численность населения. Зарплаты и социальные пособия стали больше, появились месячные отпуска за счёт предприятий.
При этом доходы 4 млн рабочих оставались низкими. Предприниматели были недовольны большой ролью государства в экономике. В обществе присутствовало раздражение авторитарным стилем руководства президента. Сторонник Европы независимых государств, де Голль не устраивал приверженцев популярной идеи объединения европейских стран под одним наднациональным органом.

## Кампания
Де Голль долго думал об участии в выборах и в итоге решил выставить свою кандидатуру. Президент опасался прихода к власти левых политиков и считал, что Франция ещё не достигла желаемого им могущества. Решение де Голля поддержал Союз в защиту республики.
Осенью 1965 года соперники де Голля уже активно вели кампании и критиковали политику президента. Сам глава государства, не желая масштабной агитации за свою кандидатуру, начал кампанию лишь 4 ноября — за месяц до выборов. В этот день он выступил по радио и заявил, что от его дальнейшей работы на посту зависит «будущее новой республики», а в случае его проигрыша Франция «окажется ввергнутой в государственный хаос». Президент не вступал в полемику с соперниками, считая это недостойным занятием. По мнению де Голля, многолетняя служба Франции говорила в пользу его кандидатуры сама за себя. Политик стремился придать выборам референдумный характер, чтобы избиратели голосовали не за кандидатов, а «за» или «против» самого де Голля.
«Семь лет назад я понял, что должен встать во главе страны, чтобы уберечь её от гражданской войны, финансового краха и дать ей институты, соответствующие современной эпохе. С тех пор я управляю Францией, и она следует невиданным доселе путём внутреннего развития, живет в мире, в достойной политической и моральной обстановке. Сегодня я готов продолжать выполнение моей задачи»
Согласно опросу Французского института общественного мнения, в сентябре 1965 года рейтинг кандидата достиг 67 %, но к концу ноября опустился до 46 %.
До первого тура де Голль почти не вёл кампанию. За время предвыборной гонки президент выступил по телевидению всего три раза и использовал лишь 25 % эфирного времени, предоставленного законом каждому из кандидатов. Ближе к голосованию де Голль решил, что Франсуа Миттеран — один из соперников — представляет серьёзную угрозу и начал активнее вести кампанию, решив ещё раз выступить в СМИ. В агитации политика использовали плакат с символом страны Марианной в образе маленькой девочки и лозунгом, отсылающим к роли президента в создании Пятой республики: «Мне семь лет, позвольте мне повзрослеть».
Де Голль не смог победить в первом туре — кандидат получил 44,6 % (10 828 521) голосов. Миттеран обошёл де Голля в 24 департаментах. Некоторые департаменты северо-запада Франции, где обычно поддерживали президента, проголосовали за другого кандидата — Жана Леканюэ. Раздосадованный результатами голосования де Голль посчитал избирателей неблагодарными. Политик взял два дня на принятие решения о дальнейшей предвыборной борьбе и даже думал уйти в отставку. В итоге Де Голль продолжил участие в кампании.
Перед вторым туром руководство кампанией берёт премьер-министр Жорж Помпиду. Он мобилизует сторонников президента среди депутатов — парламентарии начали выступать за де Голля в своих избирательных округах. В это время члены Союза в защиту республики активно агитировали за президента, провели тысячи митингов в его поддержку.
Помпиду и министр информации Ален Пейрефит убедили де Голля чаще выступать. Если прежде в предвыборных речах президента улавливалась угроза, перед вторым туром он старался уговорить избирателей проголосовать за него. Кандидат начал реагировать на критику соперников, говорить об уровне жизни населения и семейных ценностях, а не только о могуществе страны на международной арене. Соратники просили президента попытаться понравиться обыкновенным людям. Но сам де Голль признавал, что его образ не привлекает избирателей.

## Результат
По результатам второго тура де Голль выиграл президентские выборы — его поддержали 55,2 % (13 083 699) голосовавших. За де Голля отдали голоса 62 % избирателей в возрасте от 65 лет и 43 % — от 20 до 34 лет. Президента поддержали избиратели-женщины — 61 %. Де Голль получил голоса части левого электората: за него проголосовали 42 % рабочих. Он пользовался популярностью среди промышленников и предпринимателей (67 %), представителей свободных профессий, вроде врачей и юристов (63 %). Голосовавшие в первом туре за Леканюэ поддержали де Голля во втором.
Большая часть электората президента голосовала за его личность, но не идеи — программу кандидата одобряло всего 18 % избирателей.
Итоги выборов не устроили де Голля. В письме сестре после голосования он писал: «Ничего другого от этих выборов не следовало ожидать, учитывая, что наши французы с лёгкостью и даже рассеянностью смотрят на вещи — поэтому они и падки на демагогию политиканов». Спустя годы политик говорил, что во время кампании почувствовал «разрыв контакта с Францией». Присутствовавший на первой после выборов пресс-конференции де Голля корреспондент «Юманите» Луи Люк отмечал перемены в президенте: он выглядел уставшим и гораздо менее уверенным в себе, чем прежде.
Вынужденный проводить кампанию с опорой на Союз в защиту новой республики, де Голль не смог сделать выборы лишь соперничеством авторитетных политиков и исключить влияние партий на итоги голосования.